# (2872) Gentelec
(2872) Gentelec est un astéroïde de la ceinture principale.

## Description
(2872) Gentelec est un astéroïde de la ceinture principale. Il fut découvert le 5 septembre 1981 à Harvard par l'observatoire Oak Ridge. Il présente une orbite caractérisée par un demi-grand axe de 2,74 UA, une excentricité de 0,12 et une inclinaison de 2,9° par rapport à l'écliptique.

## Compléments